# Saccodon
Genre
Saccodon est un genre de poissons d'eau douce téléostéens de la famille des Parodontidae (ordre des Characiformes). 

## Répartition
Les espèces du genre Saccodon se rencontrent du Panama jusqu'au Pérou.

## Liste des espèces
Selon World Register of Marine Species (15 décembre 2023) :
- Saccodon dariensis (Meek & Hildebrand, 1913)
- Saccodon terminalis (Eigenmann & Henn, 1914)
- Saccodon wagneri Kner, 1863

## Classification
Le nom valide complet (avec auteur) de ce taxon est Saccodon Kner, 1863.

## Étymologie
Le nom générique, Saccodon, composé du latin saccus, « sac », et du grec ancien ὁδούς, odoús, « dent », est supposé faire référence à la muqueuse bombée qui entoure le prémaxillaire de l'espèce Saccodon wagneri, et à l'intérieur de laquelle se trouvent des dents hautement spécialisées pour gratter les algues.

## Publication originale
- (de) Rudolf Kner, « Eine Uebersicht der ichthyologischen Ausbeute des Herrn Professors Dr. Mor. Wagner in Central-Amerika », Sitzungsberichte der Königlich Bayerischen Akademie der Wissenschaften zu München, Munich, vol. 2,‎ 1863, p. 220-230.